# Emilia Kośla
Emilia Kośla (ur. 10 stycznia 2001 w Warszawie) – polska koszykarka, występująca na pozycjach rzucającej lub niskiej skrzydłowej.
20 maja 2024 została koszykarką AZS AJP Gorzów Wielkopolski.

## Osiągnięcia
Stan na 16 marca 2024, na podstawie, o ile nie zaznaczono inaczej.

### Drużynowe

#### Seniorskie
- Mistrzyni:
  - Bałtyckiej Ligi Koszykówki Kobiet (2023)[4]
  - Polski (2024)[5]
  - Łotwy (2023)[6]
- Wicemistrzyni Polski (2022)[7]
- Zdobywczyni Pucharu Polski (2024)[8]
- Uczestniczka międzynarodowych rozgrywek:
  - Eurocup (2021/2022)
  - Europejskiej Ligi Koszykówki Kobiet (EWBL – od 2022)
- 3. miejsce w I lidze (2018)[9]
- 4. miejsce w I lidze (2019)[10]

#### Młodzieżowe
- Wicemistrzyni Polski juniorek (2018)[11]
- Brązowa medalistka mistrzostw Polski kadetek (2017)[12]

### Reprezentacja
- Uczestniczka:
  - FIBA U20 Women's European Challengers (2021)
  - mistrzostw Europy:
    - U–18 (2019 – 10. miejsce)[13]
    - U–16 (2017 – 8. miejsce)[14]